# Иннис, Гарольд
Гарольд Адамс Иннис (англ. Harold Adams Innis, 5 ноября 1894, Гамильтон — 8 ноября 1952, Торонто) — канадский экономист («отец канадской экономической истории»), исследователь культуры и формирующей роли средств коммуникации.

## Биография
Родился на отцовской ферме неподалёку от Гамильтона. Родители принадлежали к баптистам.
Учился в Баптистском университете Макмастера в Гамильтоне (1913—1918). С 1916 года участвовал в первой мировой войне. После ранения вернулся в Университет Макмастера и получил магистерскую степень.
Защитил диссертацию в Чикагском университете (1920), где испытал влияние Джорджа Герберта Мида и Роберта Парка, а также познакомился с идеями Торстейна Веблена. Начал преподавать в Чикагском университете. В 1921 женился на своей бывшей студентке Мэри Куэйл (1899—1972), также ставшей экономическим историком. В их браке родились 4 детей. Сын Дональд стал профессором географии.
В 1937—1952 возглавлял кафедру политической экономии Торонтского университета. Автор трудов по экономической истории Канады.
В июне 1945 году Иннис был приглашён участвовать в праздновании 220-й годовщины основания Российской Академии наук и около месяца провёл в СССР, посетив Москву, Ленинград, Казань, Сибирь, Дальний Восток. Вернувшись на родину, Иннис опубликовал о своей поездке дневник, нескольких статей, сделал научный доклад. В статье «Размышления о России» («Reflections on Russia», 1946) он сравнивает советскую и западную экономику. В СССР — военная экономика, ориентированная преимущественно на производство продукции военного назначения, с большими государственными субсидиями, недопроизводством потребительских товаров, отсутствием их рекламы и, соответственно, разветвлённой системы массовой коммуникации. Западная экономика ориентирована на производство товаров народного потребления, государственные инвестиции в экономику незначительны, роль двигателя промышленности выполняет реклама, и вследствие этого сложилась эффективная система массовых коммуникаций. Существующие в этой связи различия между советской и западной системами, согласно Иннису, значительно осложняют задачу достижения ими взаимопонимания.
В 1940-е годы Иннис занялся исследованием воздействия средств коммуникаций на типологию общественного устройства и выживание цивилизаций, прежде всего «имперских». Эти работы Инниса («Империя и коммуникация», 1950; «Предвзятость в коммуникации», 1951) оказали воздействие на Эрика Хэвлока, Маршалла Маклюэна, Уолтера Онга и некоторых других теоретиков социально-культурной и исторической роли средств коммуникации, а также легли в основу Торонтской школы коммуникаций.

## Признание
Первый канадский учёный с международной репутацией. Почётный доктор университетов Нью-Брансуика, Макмастера, Лаваля и Манитобы, университета Глазго. Президент Королевского общества Канады (1946). Был вторым президентом Ассоциации экономической истории, в создании которой принимал участие. Президент Американской экономической ассоциации (1952).
В его честь названы Иннис-колледж Университета Торонто и библиотека Университета Макмастера.

## Избранные труды
- A History of the Canadian Pacific Railway (1923)
- The Fur Trade in Canada: An Introduction to Canadian Economic History (1930)
- The Cod Fisheries: The History of an International Economy (1940)
- Empire and Communications (1950)
- The Bias of Communication (1951)
- The Strategy of Culture (1952)
- Changing Concepts of Time (1952)
- Essays in Canadian Economic History, edited by Mary Q. Innis (1956)
- The Idea File of Harold Adams Innis, edited by William Christian (1980)
- Innis on Russia (1981). The Russian Diary and Other Writing by Harold A. Innis. Edited with a Preface by Prof. William Christian, University of Guelph. Toronto: University of Toronto Press.
- Империя и коммуникации и другие работы / Предисловие М. Маклюэна; пер. с англ. Н. Эдельмана. — Ереван: Fortis Press, 2024. — 376 с.